# Транспорт Південно-Африканської Республіки
Транспорт Південно-Африканської Республіки представлений автомобільним , залізничним , повітряним , водним (морським, річковим)  і трубопровідним , у населених пунктах  та у міжміському сполученні діє громадський транспорт пасажирських перевезень. Площа країни дорівнює 1 219 090 км² (25-те місце у світі). Форма території країни — видовжена з північного сходу на південний захід, анклав — держава Лесото; максимальна дистанція з півночі на південь — км, зі сходу на захід — км. Географічне положення Південно-Африканської Республіки дозволяє країні контролювати морські транспортні шляхи навколо Африки між Америкою з Європою та Азією з Австралією.

## Автомобільний
Загальна довжина автошляхів у Південно-Африканській Республіці, станом на 2014 рік, дорівнює 747 014 км, з яких 158 952 км із твердим покриттям і 588 062 км без нього (10-те місце у світі).

## Залізничний
Загальна довжина залізничних колій країни, станом на 2014 рік, становила 20 986 км (14-те місце у світі), з яких 80 км стандартної 1435-мм колії (80 км електрифіковано), 19 756 км вузької 1065-мм колії (8 271 км електрифіковано), 1 1155 км електрифікованої) ширококолійної мережі для пасажирських перевезень.

## Повітряний
У країні, станом на 2013 рік, діє 566 аеропортів (11-те місце у світі), з них 144 із твердим покриттям злітно-посадкових смуг і 422 із ґрунтовим. Аеропорти країни за довжиною злітно-посадкових смуг розподіляються так (у дужках окремо кількість без твердого покриття):
- довші за 10 тис. футів (>3047 м) — 11 (0);
- від 10 тис. до 8 тис. футів (3047-2438 м) — 7 (1);
- від 8 тис. до 5 тис. футів (2437—1524 м) — 52 (31);
- від 5 тис. до 3 тис. футів (1523—914 м) — 65 (258);
- коротші за 3 тис. футів (<914 м) — 9 (132)[1].

У країні, станом на 2015 рік, зареєстровано 23 авіапідприємства, які оперують 216 повітряними суднами. За 2015 рік загальний пасажирообіг на внутрішніх і міжнародних рейсах становив 17,19 млн осіб. За 2015 рік повітряним транспортом було перевезено 885,27 млн тонно-кілометрів вантажів (без врахування багажу пасажирів).
У країні, станом на 2013 рік, споруджено і діє 1 гелікоптерний майданчик.
Південно-Африканська Республіка є членом Міжнародної організації цивільної авіації (ICAO). Згідно зі статтею 20 Чиказької конвенції про міжнародну цивільну авіацію 1944 року, Міжнародна організація цивільної авіації для повітряних суден країни, станом на 2016 рік, закріпила реєстраційний префікс — ZS, заснований на радіопозивних, виділених Міжнародним союзом електрозв'язку (ITU). Аеропорти Південно-Африканської Республіки мають літерний код ІКАО, що починається з — FA.

## Водний

### Морський
Головні морські порти країни: Кейптаун, Дурбан, Порт-Елізабет, Ричардс-Бей, Салдана-Бей. Річний вантажообіг контейнерних терміналів (дані за 2011 рік): Дурбан — 2,7 млн контейнерів (TEU). СПГ-термінали для імпорту скрапленого природного газу діють у портах: Мозел-Бей.
Морський торговий флот країни, станом на 2010 рік, складався з 3 морських суден з тоннажем понад 1 тис. реєстрових тонн (GRT) кожне (136-те місце у світі), Південно-Африканської Республіки, з яких: нафтових танкерів — 3.
Станом на 2010 рік, кількість морських торгових суден, що зареєстровані під прапорами інших країн — 19 (Австралії — 1, Острову Мен — 2, Мексики — 1, Нової Зеландії — 1, Сейшельських Островів — 1, Сінгапуру — 13).

## Трубопровідний
Загальна довжина газогонів у Південно-Африканській Республіці, станом на 2013 рік, становила 1,4 км; нафтогонів — 992 км; продуктопроводів — 1 460 км.

## Державне управління
Держава здійснює управління транспортною інфраструктурою країни через міністерство транспорту. Станом на 23 грудня 2015 року міністерство в уряді Джейкоба Зуми очолювала Елізабет Діпуо.

### Українською
- Атлас. 10-11 клас. Економічна і соціальна географія світу / упорядники :  О. Я. Скуратович, Н. І. Чанцева. — К. : ДНВП «Картографія», 2010. — ISBN 978-966-475-639-3.
- Атлас світу / голов. ред. І. С. Руденко ; зав. ред. В. В. Радченко ; відп. ред. О. В. Вакуленко. — К. : ДНВП «Картографія», 2005. — 336 с. — ISBN 9666315467.
- Безуглий В. В. Економічна і соціальна географія зарубіжних країн : Навчальний посібник. — К. : ВЦ «Академія», 2007. — 704 с. — ISBN 978-966-580-239-6.
- Безуглий В. В., Козинець С. В. Регіональна економічна і соціальна географія світу : Навчальний посібник. — видання 2-ге, доп., перероб. — К. : ВЦ «Академія», 2007. — 688 с. — ISBN 966-580-144-9.
- Головченко В., Кравчук О. Країнознавство: Азія, Африка, Латинська Америка, Австралія і Океанія. — К., 2006. — 335 с. — ISBN 966-8939-04-2.
- Дахно І. І. Країни світу: Енциклопедичний довідник / І. І. Дахно, С. М. Тимофієв. — К. : Мапа, 2011. — 606 с. — (Бібліотека нового українця) — ISBN 978-966-8804-23-6.
- Дахно І. І. Економічна географія зарубіжних країн : навчальний посібник. — К. : Центр учбової літератури, 2014. — 319 с. — ISBN 978-611-01-0682-5.
- Дорошенко В. І. Географія транспорту : Навчальний посібник / В. І. Дорошенко, К. Д. Діденко. — К. : Київський нац. ун-т ім. Т. Шевченка, 2010. — 183 с. — ISBN 978-966-439-329-1.
- Дубович І. А. Країнознавчий словник-довідник. — 5-те вид., перероб. і доп. — К. : Знання, 2008. — 839 с. — ISBN 978-966-346-330-8.
- Економічна і соціальна географія країн світу : Навчальний посібник / За ред. С. П. Кузика. — Л. : Світ, 2002. — 672 с. — ISBN 966-603-178-7.
- Зарубіжна транспортна географія : навчальний посібник / уклад. : Петрашевський О. Л. и др. — К. : Національний транспортний університет, 2015. — 95 с. — ISBN 978-966-632-227-5.
- Книш М. М., Мамчур О. І. Регіональна економічна і соціальна географія світу (Латинська Америка та Карибські країни, Африка, Азія, Океанія) : навч. посіб. — Л. : ЛНУ ім. Івана Франка, 2013. — 368 с. — ISBN 978-617-10-0007-0.
- Юрківський В. М. Регіональна економічна і соціальна географія. Зарубіжні країни : Підручник. — К. : Либідь, 2001. — 416 с. — ISBN 966-06-0092-5.

### Англійською
- (англ.) Modern Transport Geography / Hoyle, B. and R. Knowles (eds). — Second Edition,. — London : Wiley, 1998.
- (англ.) Rodrigue, J-P. The Geography of Transport Systems. — Fourth Edition. — N. Y. : Routledge, 2017. — 440 с. — ISBN 978-1138669574.
- (англ.) Taaffe E. J., Gauthier H. L. and O'Kelly M. E. Geography of transportation. — Second Edition. — N. Y. : Prentice Hall, 1996. — ISBN 0-13-368572-1.
- (англ.) Black, W. Transportation: A Geographical Analysis. — N. Y. : Guilford, 2003.

### Російською
- (рос.) Южно-Африканская Республика // Африка: энциклопедический справочник [в 2-х тт.] / гл. ред. А. А. Громыко. — М. : Советская энциклопедия, 1986. — Т. 2. — С. 604.
- (рос.) Максаковский В. П. Географическая картина мира. Книга I: Общая характеристика мира. — М. : Дрофа, 2008. — 495 с. — ISBN 978-5-358-05275-8.
- (рос.) Максаковский В. П. Географическая картина мира. Книга II: Региональная характеристика мира. — М. : Дрофа, 2009. — 480 с. — ISBN 978-5-358-06280-1.
- (рос.) Страны Африки. Политико-экономический справочник / ред. В. Солодовников, В. Румянцев. — М. : Издательство политической литературы, 1969. — 318 с.
- (рос.) Физико-географический атлас мира. — М. : Академия наук СССР и главное управление геодезии и картографии ГГК СССР, 1964. — 298 с.
- (рос.) Шаповал Н. С. Транспортная география и транспортные системы мира : учебное пособие. — К. : Центр учбової літератури, 2006. — 188 с. — ISBN 000-0000-00-4.
- (рос.) Экономическая, социальная и политическая география мира. Регионы и страны / под ред. С. Б. Лаврова, Н. В. Каледина. — М. : Гардарики, 2002. — 928 с. — ISBN 5-8297-0039-5.
- (рос.) Энциклопедия стран мира / глав. ред. Н. А. Симония. — М. : НПО «Экономика» РАН, отделение общественных наук, 2004. — 1319 с. — ISBN 5-282-02318-0.